# Rose Ouellette

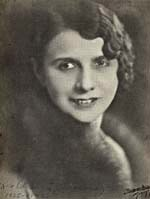
Rose Ouelette (um 1925)

Rose-Alma Ouellette (La Poune; * 25. August 1903 in Montreal; † 14. September 1996 ebenda) war eine kanadische Komikerin, Schauspielerin und Sängerin.
Ouellette wuchs in einer Arbeiterfamilie im Südosten von Montreal auf. Nur drei ihrer zwanzig Geschwister erreichten das Erwachsenenalter. Sie selbst stand zwölfjährig das erste Mal auf der Bühne und verließ als Teenager die Schule, um in einer Schuhfabrik zu arbeiten. Daneben trat sie im Ouimetoscope und im Lune rousse auf, wo sie von Paul Hébert entdeckt wurde, der sie als Vaudevilledarstellerin an den King Edward Palace holte. Zur gleichen Zeit lernte sie ihren Bühnenpartner Olivier Guimond kennen. Beide traten bis ins hohe Alter gemeinsam als La Pune und Ti-Zoune auf.
1928 wurde Ouellette Managerin des Théâtre Cartier in Saint-Henri und gründete eine Vaudeville-Kompanie, der auch Juliette Pétrie angehörte, mit der sie jahrzehntelang weiter zusammenarbeitete. Mit Paul Hébert, Aurèle Dumont und Théo Brûlotte nahm sie in dieser Zeit auch Sketche und humoristische Lieder auf. 1936 wurde sie Managerin des Théâtre National, das sie mehr als fünfzehn Jahre mit großem Erfolg leitete.
Hier traten die bekanntesten Schauspieler aus Québec auf wie Juliette Pétrie, Manda Parent, Hector Pellerin, Georges Leduc, Paul Desmarteaux, Juliette Huot, Juliette Béliveau, Rose Rey-Duzil, Olivier Guimond junior und senior, Pierre Thériault, Jacques Normand, Léo Rivest und Claude Blanchard. Sie selbst gab abendlich ihren erfolgreichsten Song, C’est d’la faute à poupa zum Besten, und in ihrem Haus debütierte dreizehnjährig die Sängerin Alys Robi.
1953 schloss sich Oullette der Truppe von Jean Grimaldi an, mit der sie mehrere Jahre durch Québéc tourte. Ab 1958 arbeitete sie in der Cabaret-Szene mit Darstellern wie Juliette Pétrie, Gerry Morelle, Simone Mercier, Gaston Boileau und Louis Armel zusammen. Von 1967 bis 1993 trat sie an Gilles Latulippes Théâtre des Variétés auf.
Als Filmschauspielerin wirkte sie in Filmen wie  Cœur de maman (1953) von René Delacroix, L'Apparition (1972) von Roger Cardinal und Les Aventures d'une jeune veuve (1974) von Roger Fournier mit. 1960 debütierte sie im Fernsehen in dem Stück Les Deux Valses von André Laurendeau. Es folgten kleine Rollen in Soaps wie Rue des Pignons, Chère Isabelle, Les Brillant und Les Moineau et les Pinson. Noch 1991 unternahm sie eine Tournee mit dem Sänger Roger Sylvain.
Ouellette veröffentlichte die Bücher Vous faire rire, c'est ma vie (1983) und Comment atteindre le bel âge en grande forme (1985). 1985 wurde sie mit der Rose d'or ausgezeichnet, 1990 erhielt sie den Ordre national du Québec. 1998 veröffentlichte der Sender SRC die Dokumentation "Le Siècle de Rose Ouellette.